# Bolvormig draadwatje
Het bolvormig draadwatje (Trichia affinis) is een slijmzwam uit de familie Trichiidae. Het leeft saprotroof op dood hout in naaldbos en gemengd bos.

## Kenmerken
De sporocarpen groeien in groepen en zijn helder geel tot oker geel. De elateren zijn glad of met stekels en voorzien van een korte punt. Ze zijn 4-6 µm dik en bevatten 4-5 spiraallijnen. De sporen zijn geornamenteerd met een grof (gebroken) netwerk.

## Verspreiding
Het bolvormig draadwatje komt voor op alle continenten behalve Antarctica. In Nederland komt het zeldzaam voor.

## Foto's

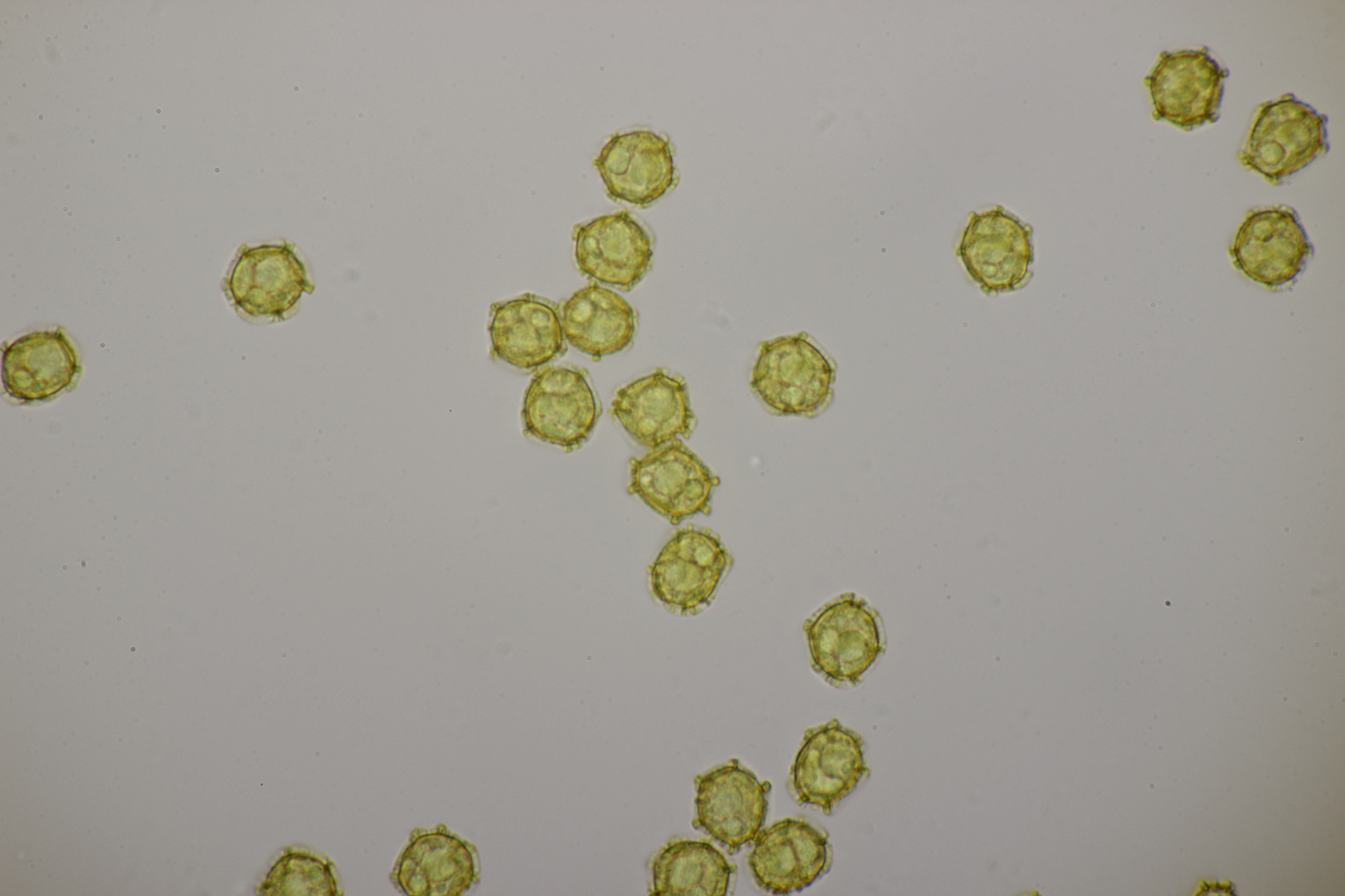
Sporen met grof gebroken netwerk
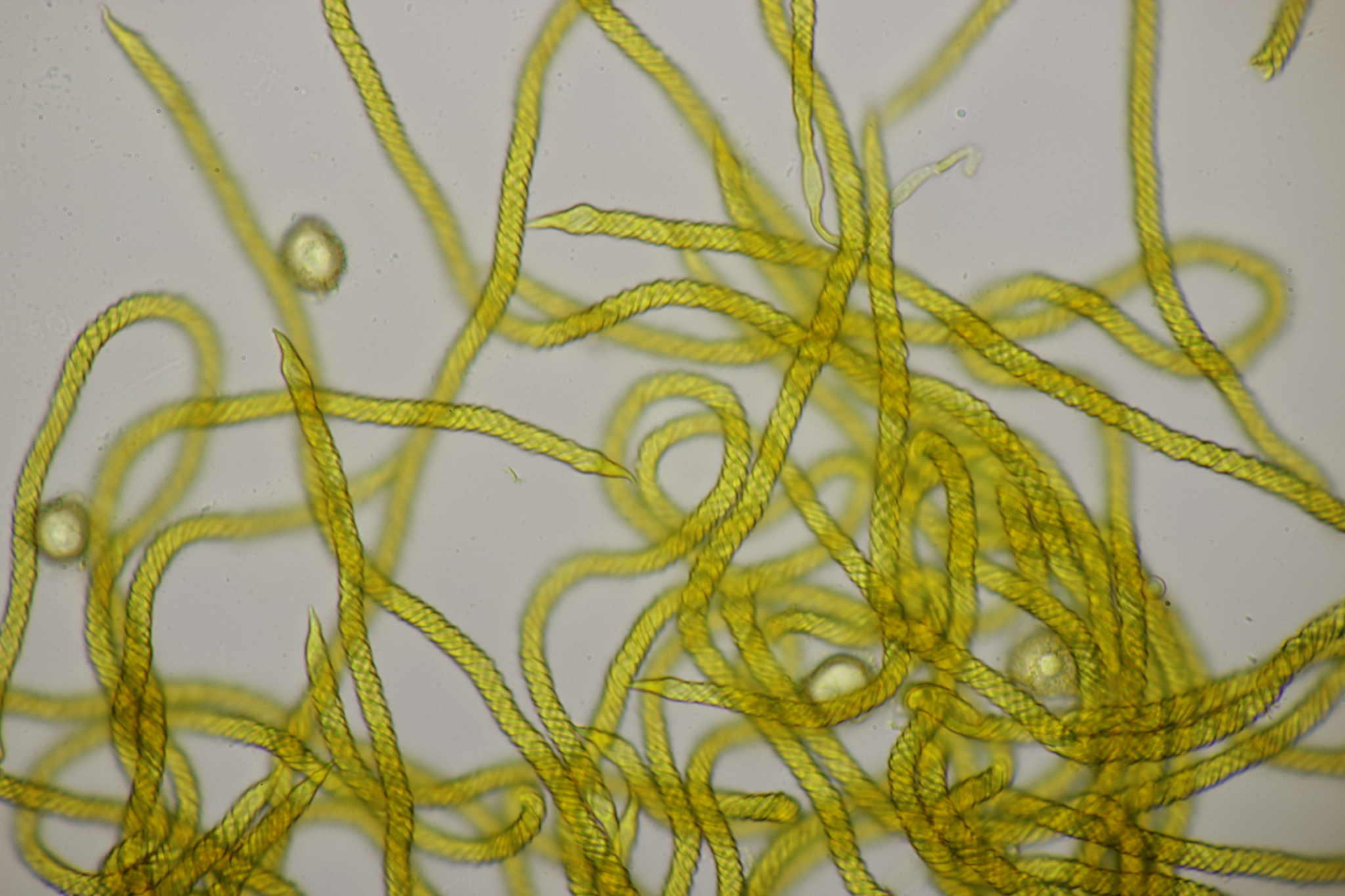
Elateren